# DVD-RW
DVD-RW，是可重寫光碟的一種，其儲存容量達4.7GB，與DVD-R相同。該格式由先鋒公司於1999年11月開發，並通過DVD論壇認證。相對於DVD-RAM不同的是，DVD-RW可使用於所有的DVD播放機上，而DVD-RAM僅可以使用於少數的日系DVD播放機上。

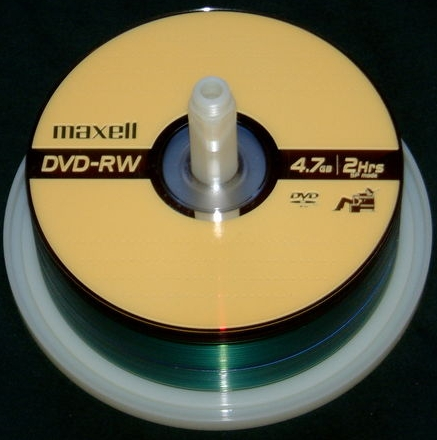
一桶maxell DVD-RW光碟片

與DVD-R比較，DVD-RW可刪除或重寫資料，而前者則不能。據先鋒公司表示，每片DVD-RW光碟可重寫近1,000次。此外，DVD-RW多用於資料備份及檔案收藏，現時更普遍地用在DVD錄影機上。
DVD+RW是上述「-」標準的競爭對手之一，而兩款標準在市面上均受到用家歡迎，使可寫入貨料的DVD並不只有單一標準，目前市面上主流的光碟機均同時支援「+」和「-」標準的讀碟機，也有少數規格標示支援DVD MULTI的機種，除了前述的「+」和「-」標準外，也同時支援DVD-RAM規格。

## 另見
- DVD
- DVD MULTI
- DVD-VR